# Empiriokrytycyzm
Empiriokrytycyzm, drugi pozytywizm – pozytywistyczny nurt filozoficzny z przełomu XIX i XX wieku. Jego najważniejszymi przedstawicielami byli Ernst Mach i Richard Avenarius, od którego empiriokrytycyzm otrzymał swą nazwę. Główną tezą programu empiriokrytycyzmu było podanie jasnych kryteriów rozróżnienia wiedzy naukowej i nienaukowej i odrzucenie jako nienaukowych wszelkich rozważań metafizycznych, tj. nie opartych na doświadczeniu. Empiriokrytycyzm usiłował znieść przeciwstawności idealizmu i materializmu wysuwając teorię o psychologicznej naturze wrażeń (tzw. teorię czystego doświadczenia), do których sprowadzał całą rzeczywistość (stanowiącą sumę elementów naturalnych, tj. danych zmysłowych). Według empiriokrytycyzmu rzeczywistość jest tylko jedna, mieszcząca w sobie treść naszych wrażeń. "Czyste doświadczenie" nie jest rozdwojone i wszelkie doznania wrażeniowe są w sobie jedne i niezależne od czynników zewnętrznych ani wewnętrznych; wyklucza wszelkie dodatki lub wkłady subiektywno-indywidualne.
Włodzimierz Lenin poddał krytyce filozofię empiriokrytycyzmu w swej książce Materializm a empiriokrytycyzm, gdzie twierdził, że powoływanie się machistów na „czyste doświadczenie” bynajmniej nie czyni ich filozofii filozofią naukową i broni faktycznie punktu widzenia idealizmu subiektywnego. Lenin potępił jako szarlataństwo filozoficzne ich próbę wzniesienia się ponad materializm i idealizm za pomocą słówek „elementy neutralne”.
Kontynuatorami tego kierunku filozoficznego byli pozytywiści logiczni.